# Comuna Fedorivka, Bilozerka
Fedorivka (în ucraineană Федорівка) este o comună în raionul Bilozerka, regiunea Herson, Ucraina, formată din satele Fedorivka (reședința) și Uleanovka.

## Demografie
Componența lingvistică a comunei Fedorivka
     Ucraineană (90,07%)
     Rusă (8,74%)
     Alte limbi (0,56%)
Conform recensământului din 2001, majoritatea populației comunei Fedorivka era vorbitoare de ucraineană (90,07%), existând în minoritate și vorbitori de rusă (8,74%).